# Bud Moore Engineering
La Bud Moore Engineering est une ancienne écurie NASCAR basée en Caroline du Sud et dirigée par Bud Moore.

## Histoire
Elle débute en Cup Series en 1961 en engageant notamment Joe Weatherly sur la voiture no 8 qui remporte 8 courses cette année là et le championnat en 1962 et 1963. Bobby Allison termine quant à lui second en 1987 et s'impose à 14 reprises pour la Bud Moore Engineering. En 40 ans d'existante, l'écurie a gagné 2 titres, 63 courses et réalisé 43 pole positions. Elle cesse ses activités en 2000.